# 雪花ラミィ
雪花 ラミィ（ゆきはな ラミィ、英: Yukihana Lamy）は、日本のバーチャルYouTuberである。ホロライブの5期生（ねぽらぼ）として活動している。

## 概要
誕生日は11月15日。身長158センチ。主な活動内容は、雑談やゲーム配信の他、晩酌配信・ASMRなど。
キャラクターデザインはリン☆ユウ、2Dモデル製作は入江燈、3Dモデル製作はpfy（ぴーえふわい）がそれぞれ担当。
ファンネームは「雪民（ゆきみん）」、メンバーシップネームは「もちもちだいふく」。
その見た目から勘違いされやすいが、雪女ではなくハーフエルフであり、むしろ冬は苦手とのこと。

## 略歴
- 2020年
  - 8月6日、Twitterにて初ツイート。
  - 8月12日、Youtubeにて初配信を行いデビュー[8]。同日にYouTubeのチャンネル登録者数が10万人を突破。
  - 9月11日、メンバーシップを解禁。
  - 12月22日、オリジナル楽曲「BLUE CLAPPER」の歌唱に参加[9]。

- 2021年
  - 1月1日、お正月衣装お披露目配信を行った[10][11]。
  - 1月24日、3Dモデルお披露目配信を行った[12][13]。
  - 9月2日、新衣装お披露目配信を行った[14]。

- 2022年
  - 5月21日、チャンネル登録者数100万人を突破。

- 2025年
  - 4月、「魔法少女ホロウィッチ!」に白上フブキとともに参加することが発表された[15]。

## 主な出演

### ライブ・イベント
- hololive IDOL PROJECT 1st Live.『Bloom,』（2021年2月17日、ニコニコ公式有料生放送・SPWN）[16][17]
- ヴァイスシュヴァルツ&Reバース presents ホロライブプロダクションフェスティバル（2021年10月10日、パシフィコ横浜 展示ホールD）[18]
- 「hololive 5th Generation Live "Twinkle 4 You"」（2023年7月7日、東京ドームシティホール）[19]
- Blue Journey 1st Live「夜明けのうた」（2023年9月13日、東京ガーデンシアター）[20]
- 「hololive5期生 4周年記念 ファン大感謝祭　～みんなねぽらぼに愛に恋～」（2024年8月17日、ベルサール渋谷ガーデン）[21]
- 「ANISAMA V神 2024」（2024年12月15日、SPWN）[22]

#### ホロライブ全体ライブ
- 「hololive 3rd fes. Link Your Wish Supported By ヴァイスシュヴァルツ」Day2（2022年3月20日、幕張メッセ）[23]
- 「hololive 4th fes. Our Bright Parade Supported By Bushiroad」DAY2（2023年3月19日、幕張メッセ）[24]
- 「hololive 5th fes. Capture the Moment Supported By Bushiroad」DAY2（2024年3月17日、幕張メッセ）[25]
- 「hololive 6th fes. Color Rise Harmony」DAY2（2025年3月9日、幕張メッセ）[26]

### インターネット番組
- ホロライブミステリー劇場2 『呪説 堕トシモノ』 マーダーミステリー・ザ・Ｖ（2021年8月27日、ニコニコ生放送[27]）
- ヴァイスシュヴァルツ&Reバースチャンネル ホロライブプロダクション発売記念特番（2021年9月15日、YouTube[28]）

### ゲーム
- タワーオブスカイ（2023年）[29]
- 妖怪ウォッチ ぷにぷに（2024年1月1日 - 1月16日） - コラボイベント期間にゲーム内キャラクターとして追加[30]
- 陰の実力者になりたくて！マスターオブガーデン（2025年5月、［蒼雪に咲く華］雪花ラミィ）[31]

### MV
- HIMEHINA『V』（2025年6月）[32]

## タイアップ
- 富士急ハイランド（2021年9月18日 - 10月31日） - コラボ装飾やアナウンス、コラボフードなどやスタンプラリーイベントなどが行われた[33][34][35]。
- 郵便局物販サービス（2021年11月1日 - 2022年1月7日） - ホロライブタレントとコラボした年賀はがきや限定グッズの発売が決定[36]。
- サンシャイン水族館（2022年9月8日 - 9月25日） - 100万人記念の描きおろしイラストを使⽤したグッズの販売や特別イベントなどを実施[37]。
- 明利酒類（2020年 - ） - 酒好きであることが高じ、自らの日本酒を作る「ラミィの日本酒づくりプロジェクト」を立ち上げ、2021年に「大吟醸 雪夜月」を発売。IWC2022で「大吟醸 雪夜月」、IWC2023で「雪夜月 Favorite Model」が銅賞、IWC2025で「微発泡 雪夜月」が銀賞を受賞した[38][39]。
- しゃぶ葉（2025年1月） - 新フェアのテーマソングを担当[40][41]。
- 2025年1月、TVアニメ『外れスキル《木の実マスター》 〜スキルの実（食べたら死ぬ）を無限に食べられるようになった件について〜』のOPテーマ「ブレイブリーダンス」を、アーリオ・オーリオ・エ・ペペロンチーノとともに担当した[42][43]。
- 東京ジョイポリス（2025年5月30日 - 7月21日） - コラボイベント「ホロライブ×ジョイポリス SWEETY PARTY」に、「ねぽらぼ」（5期生）として参加[44]。

## リリース音源
○主な出典：hololive（ホロライブ）公式サイト

### 雪花ラミィ
| 発売日         | タイトル                     | 品番     | 出典   |
| -------------- | ---------------------------- | -------- | ------ |
| 2021年11月16日 | 明日への境界線               | CVRD-089 | [ 45 ] |
| 2022年8月13日  | Fleur                        | CVRD-194 | [ 46 ] |
| 2023年9月30日  | Lamy＊Love♡Fest☆             | CVRD-336 | [ 47 ] |
| 2024年3月19日  | ハツコイ♡パティシエール      | CVRD-399 | [ 48 ] |
| 2024年8月12日  | わたしを甘やかすなら         | CVRD-461 | [ 49 ] |
| 2024年11月16日 | ラミィズバリバリワークアウト | CVRD-498 | [ 50 ] |
| 2025年8月13日  | よっぱらみゅ～じっく！       | CVRD-609 | [ 51 ] |

### hololive 5th Generation
| 発売日        | タイトル               | 品番     | 出典   |
| ------------- | ---------------------- | -------- | ------ |
| 2023年6月17日 | Twinkle 4 You          | CVRD-300 | [ 52 ] |
| 2023年7月8日  | Hyper Jumpin’          | CVRD-305 | [ 53 ] |
| 2023年6月29日 | Cosmic Wonderful Tour! | CVRD-302 | [ 54 ] |
| 2025年8月18日 | ひとつになる声         | CVRD-618 | [ 55 ] |

### hololive IDOL PROJECT
| 発売日         | タイトル                                            | 品番     | 出典         |
| -------------- | --------------------------------------------------- | -------- | ------------ |
| 2020年12月24日 | BLUE CLAPPER                                        | CVRD-017 | [ 56 ] [ 9 ] |
| 2022年8月19日  | 飛んでK！ホロライブサマー                           | CVRD-199 | [ 57 ]       |
| 2022年8月22日  | ホロメン音頭                                        | CVRD-200 | [ 58 ]       |
| 2023年3月9日   | Our Bright Parade                                   | CVRD-267 | [ 59 ]       |
| 2023年7月30日  | アバンチュール♡ホリック                             | CVRD-311 | [ 60 ]       |
| 2023年12月2日  | Merry Holy Date♡                                    | CVRD-366 | [ 61 ]       |
| 2024年3月15日  | ホロライブ言えるかな？hololive SUPER EXPO 2024 ver. | CVRD-406 | [ 62 ]       |

| 発売日        | タイトル | 品番     | 出典   |
| ------------- | -------- | -------- | ------ |
| 2021年4月21日 | Bouquet  | HOLO-001 | [ 63 ] |

### その他の参加楽曲
| 発売日       | タイトル | アーティスト | 品番       | 出典   |
| ------------ | -------- | ------------ | ---------- | ------ |
| 2024年2月7日 | 水たまり | Blue Journey | UPCH-89552 | [ 64 ] |

| 発売日        | タイトル                  | アーティスト          | 品番       | 楽曲                                      | 出典          |
| ------------- | ------------------------- | --------------------- | ---------- | ----------------------------------------- | ------------- |
| 2023年3月15日 | holo*27 Originals Vol.1   | holo*27               | TFCC-86895 | Baby Don’t Stop （雪花ラミィ × 鷹嶺ルイ） | [ 65 ]        |
| 2023年9月6日  | 夜明けのうた              | Blue Journey          | UPCH-20658 | -                                         | [ 66 ]        |
| 2024年2月27日 | ほろはにヶ丘高校 -Covers- | hololive × HoneyWorks | HLP-10005  | センパイ。 （AZKi、大神ミオ、雪花ラミィ） | [ 67 ] [ 68 ] |